# La Torre Verda
La Torre Verda és un monument del municipi de Caldes d'Estrac (Maresme) declarat bé cultural d'interès nacional. Amb Torre Busquets limita el nucli de la Vila Vella, situant-se a banda i banda d'aquesta. Juntament amb la torre dels Encantats (del segle xiii, al terme municipal d'Arenys de Mar) formaven la defensa davant les escomeses marítimes en l'època de pirateria.

## Descripció
És una fortalesa en forma de notable torre rodona de defensa amb corsera a la vila vella. Torre de guaita o de defensa del segle xvi, de planta cilíndrica. Per la banda de la riera hi ha una finestreta. El coronament està fet amb merlets esglaonats. Està recoberta d'heures, del que li ve el nom.
Està construïda amb pedra i morter de calç.

## Història
Construïda a principis del segle xvi, seria la més antiga del municipi. La notícia més llunyana fa referència a la carta del batlle de l'Estrac enviada el 1549 als Consellers de Barcelona demanant permís per a instal·lar taverna i fleca, que li permetessin costejar les despeses ocasionades per la reparació d'aquesta torre de defensa.